# 方曼生
方曼生（英語：John Fang Meng-sang，1939年—），英國出生，香港律師。
方曼生是前政務司司長陳方安生的兄長，父親是紡織品商人方心誥，母親是國畫大師方召麐，叔父是著名骨科醫生方心讓，弟弟方津生也是骨科醫生，堂妹方敏生是香港社會服務聯會前行政總裁。
方曼生16歲隨母親在英國留學，後在香港考獲律師資格，並曾開設律師事務所，1996年退休。方曼生的妻子是蔡梅生，二人育有兩子。
方曼生曾多次成為報刊的新聞人物。1995年3月，曾因處理樓宇買賣手續被投訴，被香港律師會紀律審裁處內部聆訊裁定投訴成立，被罰停牌1年，禁止其經營律師行3年，但方曼生在1996年上訴得直。1997年7月，方曼生名下位於深水埗的舖位，疑因租客欠債，被兩名男子潑灑天拿水破壞。
方曼生更牽涉一宗離奇命案。1999年，方曼生的情婦模特兒彭楚盈身首異處的屍骨被發現在方曼生於油麻地華德大廈的物業中，據估計死者已死去4年，警方調查後並沒有採取行動，而死因庭也沒有就事件進行研訊。這宗案件疑點重重，加上警方透露屍體被發現前，方曼生曾多次出入這單位，使人懷疑有人隱瞞真相，嫌疑者獲有權勢人士包庇。2005年5月警方重新調查此事。2005年11月，剛上任的律政司司長黃仁龍宣佈將會再次調查此案，並進行死因研訊。